# Queis (Fluss)
Der Queis (polnisch Kwisa, obersorbisch Hwizdź) ist ein Fluss im Südwesten Polens. Er entspringt in mehreren Quellbächen am Hohen Iserkamm am Nordosthang der Wysoka Kopa, dem höchsten Berg des Isergebirges, die sich im Gebiet der Lichtung Rozdroże Izerskie (deutsch, wörtlich Iserkreuzung) nahe der Sudetenstraße vereinigen. Der Queis durchquert die Städte Świeradów-Zdrój (Bad Flinsberg), Mirsk (Friedeberg), Gryfów Śląski (Greiffenberg), Leśna (Marklissa), Lubań (Lauban) sowie Nowogrodziec (Naumburg am Queis) und mündet nach 127 Kilometern beim Ort Żelisław (Silber) in der Gemeinde Małomice (Mallmitz) in den Bober.

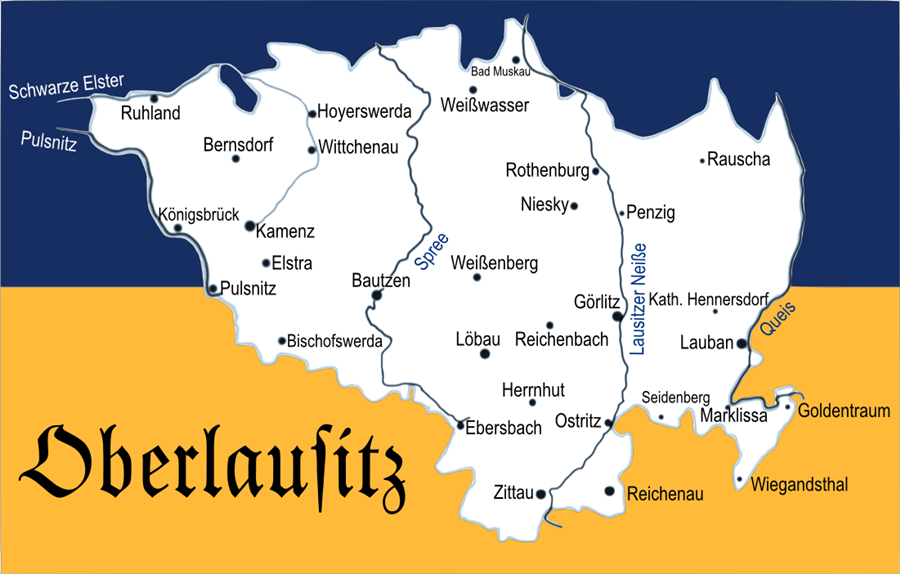
Der Queis als östliche Grenze der Oberlausitz

Über Jahrhunderte bildete der Queis auf etwa 100 Kilometern die Grenze zwischen der Oberlausitz und Schlesien. Diese wurde gegenstandslos, als im 14. Jahrhundert der König von Böhmen sowohl die Lausitz als auch Schlesien erwerben konnte. 1815 fiel ein Teil der Oberlausitz an Preußen und wurde der Provinz Schlesien zugeschlagen. 1945 fiel das Land östlich der Görlitzer Neiße einschließlich des Queis an Polen. 
Am Queis liegen die Burg Tzschocha (Czocha) und das Schloss Kliczków (Klitschdorf).
Seit dem ersten Drittel des 20. Jahrhunderts wird der Fluss zum Schutz vor Hochwasser in den Talsperren Goldentraum und Marklissa gestaut.
Die Queis wurde 1241 („in rivum Quiz“) erstmals schriftlich erwähnt. Der Name leitet sich möglicherweise von der germanischen Wortwurzel *kwīs- mit der Bedeutung „Beule, Geschwülst“ im Sinne von „anschwellender Fluss“.